# Toxorhamphus
Toxorhamphus – rodzaj ptaków z rodziny jagodziaków (Melanocharitidae).

## Zasięg występowania
Rodzaj obejmuje gatunki występujące na Nowej Gwinei i sąsiednich wyspach.

## Morfologia
Długość ciała 12 cm; masa ciała 14–15 g.

## Systematyka
Rodzaj zdefiniował w 1914 roku niemiecki ornitolog Erwin Stresemann na łamach Novitates Zoologicae. Jako gatunek typowy Stresemann wyznaczył nektarojada żółtobrzuchego (T. novaeguineae).  

### Etymologia
Toxorhamphus: gr. τοξον toxon „łuk”; αμφος rhamphos „dziób”.

### Podział systematyczny
Do rodzaju należą następujące gatunki:
- Toxorhamphus novaeguineae (Lesson, 1827) – nektarojad żółtobrzuchy
- Toxorhamphus poliopterus (Sharpe, 1882) – nektarojad duży